# Armelle

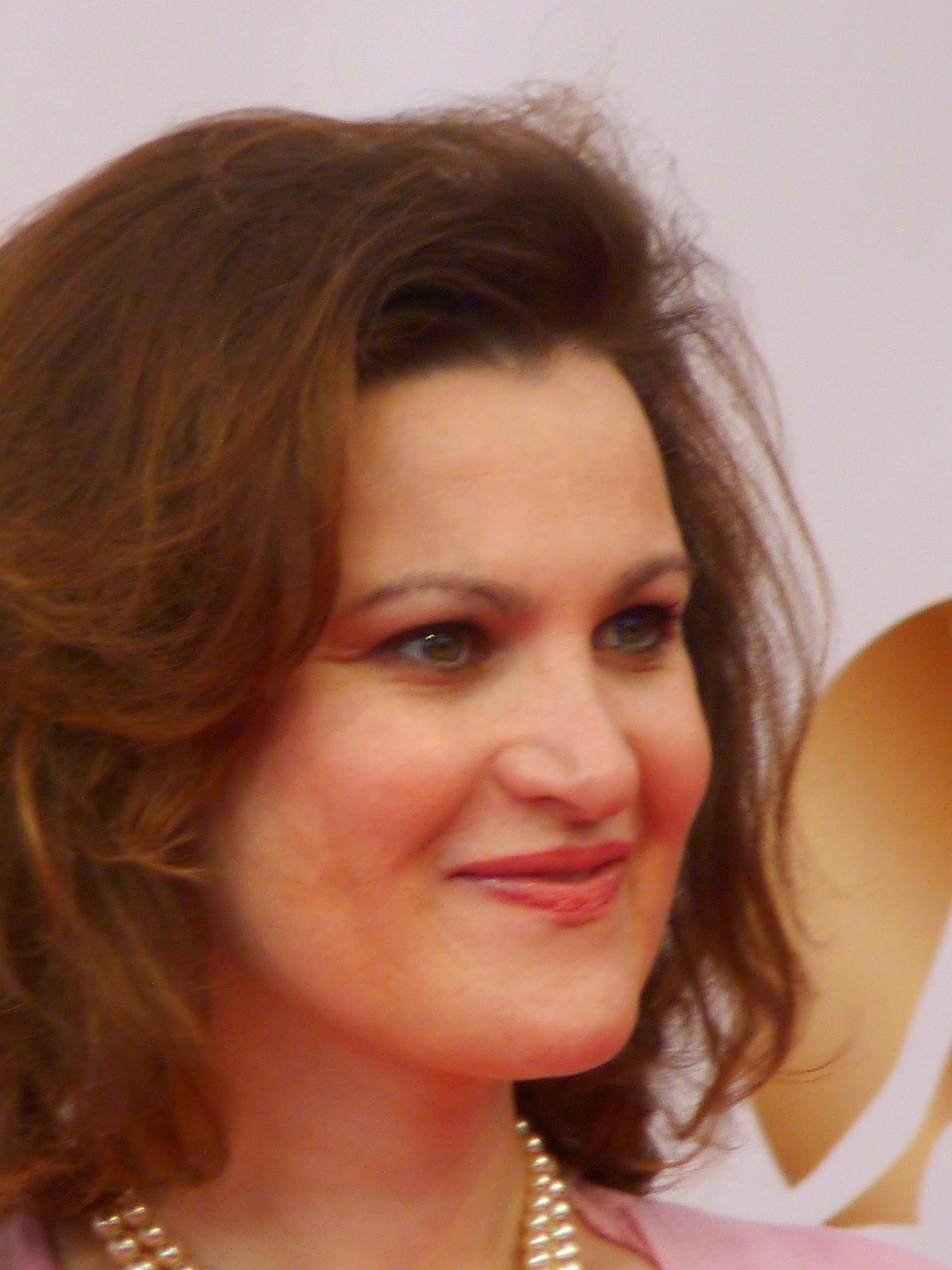
Armelle (2012)

Armelle, eigentlich Armelle Lesniak (* 23. Juli 1969 in Frankreich) ist eine französische Schauspielerin.

## Leben
Armelle Lesniak arbeitete eine Zeit lang als Kostümbildnerassistentin und entdeckte dabei ihr Interesse für die Schauspielerei. Sie studierte anschließend Schauspielerei am cours Périmony. Sie spielte Theater und in mehreren Werbespots mit, bevor sie in der 1995 erschienenen und von Jean-Marie Poiré inszenierten Actionkomödie Die Schutzengel in einer kleinen Rolle an der Seite von Gérard Depardieu und Christian Clavier auf der Leinwand debütierte. Es folgten mehr als 60 Rollen in Film und Fernsehen.

## Filmografie (Auswahl)
- 1995: Die Schutzengel (Les anges gardiens)
- 1995: Kommissar Navarro (Navarro, Fernsehserie, 1 Folge)
- 1996: Der grüne Planet – Besuch aus dem All (La belle verte)
- 1997: Frank – Was sie schon immer über Heiratsschwindel wissen wollten (Arlette)
- 1998: Die Zeitritter – Auf der Suche nach dem heiligen Zahn (Les couloirs du temps: Les visiteurs 2)
- 1998: Liebe auf den sexten Blick (Bimboland)
- 2001: Die fabelhafte Welt der Amélie (Le fabuleux destin d’Amélie Poulain)
- 2001: Kinder haften für ihre Eltern (Mercredi, folle journée!)
- 2008: Auf der anderen Seite des Bettes (De l’autre côté du lit)
- 2010: Die Kinder von Paris (La rafle)
- 2014: Das magische Buch von Arkandias (Le grimoire d’Arkandias)
- 2020: Die perfekte Ehefrau (La bonne épouse)
- 2022: Der große Zauber (La grande magie)